# Birabongse Bhanudej
Birabongse Bhanudej Bhanubandh (Bangkok, 15 de julio de 1914-Londres, 23 de diciembre de 1985), conocido como el Príncipe Bira de Siam, actual Tailandia, fue un príncipe y piloto de automovilismo tailandés. Fue el primer piloto de dicho país en participar en la Fórmula 1.
Desde muy joven fue enviado a estudiar a Europa. Demostró talento como escultor y posteriormente comenzó a participar en distintas pruebas de automovilismo. Fue un miembro del jet set internacional y alto miembro de la realeza al que le gustaba volar sus propios aviones y se casó seis veces.

## Carrera
Antes de la Segunda Guerra Mundial logra destacadas participaciones en los Grand Prix de la época, logrando incluso ganar durante tres años seguidos la medalla de oro del British Racing Drivers. Sus éxitos se basaban principalmente dentro de Gran Bretaña, donde ganaba habitualmente, pero no tanto en carreras internacionales, ya que tenían un limitado presupuesto fruto de una mala inversión en la compra de 2 bólidos Delage. El estallido de la guerra resultó una baja en su progreso.
Al finalizar la guerra comenzaron nuevamente las competencias de automovilismo y comenzó a participar en la entonces recién creada Fórmula 1. Durante toda su carrera en esta categoría corrió un total de 19 carreras puntuables para el campeonato, consiguiendo 8 puntos: 5 puntos en 1950 (4º en Suiza y 5º en Mónaco) y 3 puntos en 1954 (4º en Francia). En la temporada 1955 no puntuó, pero ganó el Gran Premio no puntuable de Nueva Zelanda.
Dejó repentinamente su carrera de automovilista, dedicándose a su otro hobby: el yachting.
Se casó seis veces. Su primer matrimonio fue a los 24 años, con Cheryl Heycock. Se separaron en 1949 y en ese mismo año visitó Argentina por primera vez y conoció a Celia Esther «Chelita» Howard, empleada del Automóvil Club Argentino. Se casó con Howard en París, el 18 de diciembre de 1951, y al año siguiente tuvieron un hijo, de nombre Biradej, que falleció de cáncer a los 17 años. Se divorciaron en 1956 y al año siguiente se casó con Salika Kalantanonda, de quien se divorció en ese mismo año. En 1980 se casó con Chuchom Chalganand y también se divorciaron. Finalmente volvió a casarse con su primera esposa, después de que ella enviudara, y estuvieron juntos hasta el fallecimiento del príncipe en Londres, a los 71 años.

## Resultados

### Fórmula 1
(Clave) (negrita indica pole position) (cursiva indica vuelta rápida)

| Año     | Escudería                 | 1       | 2     | 3      | 4       | 5        | 6       | 7       | 8       | 9      | Pos. | Puntos |
| ------- | ------------------------- | ------- | ----- | ------ | ------- | -------- | ------- | ------- | ------- | ------ | ---- | ------ |
| 1950    | Enrico Platé              | GBR Ret | MON 5 | 500    | SUI 4   | BEL      | FRA     | ITA Ret |         |        | 8°   | 5      |
| 1951    | Ecurie Siam               | SUI     | 500   | BEL    | FRA     | GBR      | GER     | ITA     | ESP Ret |        | NC   | 0      |
| 1952    | Equipe Gordini            | SUI Ret | 500   | BEL 10 | FRA Ret | GBR 11   | GER     | NED     | ITA     |        | NC   | 0      |
| 1953    | Connaught Engineering     | ARG     | 500   | NED    | BEL     | FRA Ret  | GBR 7   | GER Ret | SUI     |        | NC   | 0      |
| 1953    | Scuderia Milano           |         |       |        |         |          |         |         |         | ITA 11 | NC   | 0      |
| 1954    | Officine Alfieri Maserati | ARG 7   | 500   |        |         |          |         |         |         |        | 17°  | 3      |
| 1954    | Prince Bira               |         |       | BEL 6  | FRA 4   | GBR Ret‡ | GER Ret | SUI     | ITA     | ESP 9  | 17°  | 3      |
| Fuente: |                           |         |       |        |         |          |         |         |         |        |      |        |